# Planet 51
Planet 51 is een Engels-Spaanse animatiefilm uit 2009 die werd geregisseerd door Jorge Blanco en geschreven door Joe Stillman. De film werd geproduceerd door Ilion Animation Studios uit Madrid en HandMade Films voor 60 miljoen dollar. In november 2007 kocht New Line Cinema de rechten van de film voor het uitbrengen ervan in de Verenigde Staten. Nadat New Line Cinema een divisie van Warner Bros. werd, kwam de film terecht bij het Sony Pictures-onderdeel TriStar Pictures. Planet 51 kwam in de Verenigde Staten en het Verenigd Koninkrijk op 20 november 2009 in de bioscoop; in Europa zal dit gebeuren in februari 2010.

## Verhaal
De film volgt kapitein Charles "Chuck" Baker (Dwayne Johnson), een menselijk astronaut die landt op Planet 51 en denkt dat hij er het eerste levende wezen is. Hij komt er echter gauw achter dat de planeet wordt bewoond door kleine groene wezentjes, die in een leven leiden dat lijkt op de Verenigde Staten van de jaren 50.

## Engelstalige cast
- Dwayne Johnson as Captain Charles "Chuck" Baker
- Jessica Biel as Neera
- Justin Long as Lem
- Seann William Scott as Skiff
- Gary Oldman as General Grawl
- John Cleese as Professor Kripple

## Computerspel
In november 2007 werd de komst van een op de film gebaseerd computerspel aangekondigd. Het spel werd uitgebracht door Sega en is beschikbaar voor de Nintendo DS, Wii, Xbox 360 en PlayStation 3 aan het eind van 2009.

## Trivia
- De oorspronkelijke titel was Planet One,[2] maar de film werd hernoemd naar Planet 51 vanwege de verwijzing naar Area 51.
- De film bevat verwijzingen naar onder andere E.T. en WALL•E.